# Konjok-Gorbunok (film fra 2021)
 For alternative betydninger, se Konjok-Gorbunok. (Se også artikler, som begynder med Konjok-Gorbunok)
Konjok-Gorbunok (russisk: Конёк-Горбунок) er en russisk spillefilm fra 2021 instrueret af Oleg Pogodin.
Filmen er baseret på det russiske eventyrdigt Den lille pukkelryggede hest af den russiske digter Pjotr Pavlovitj Jersjov (1815-1869).

## Medvirkende
- Anton Sjagin som Ivan
- Paulina Andrejeva
- Mikhail Jefremov
- Yan Tsapnik
- Oleg Taktarov